# El Retumbadero
El Retumbadero är en ort i Mexiko.   Den ligger i kommunen San Pedro Sochiápam och delstaten Oaxaca, i den sydöstra delen av landet, 300 km sydost om huvudstaden Mexico City. El Retumbadero ligger 1 349 meter över havet och antalet invånare är 162.
Terrängen runt El Retumbadero är huvudsakligen bergig, men åt sydväst är den kuperad. Runt El Retumbadero är det glesbefolkat, med 11 invånare per kvadratkilometer. Närmaste större samhälle är San Felipe Usila, 16,0 km nordost om El Retumbadero. I omgivningarna runt El Retumbadero växer i huvudsak städsegrön lövskog.